# 岩手川口バイパス
- 日本の道路 > 一般国道 > 国道4号 > 岩手川口バイパス

岩手川口バイパス（いわてかわぐちバイパス）は、国道4号のバイパス道路である。

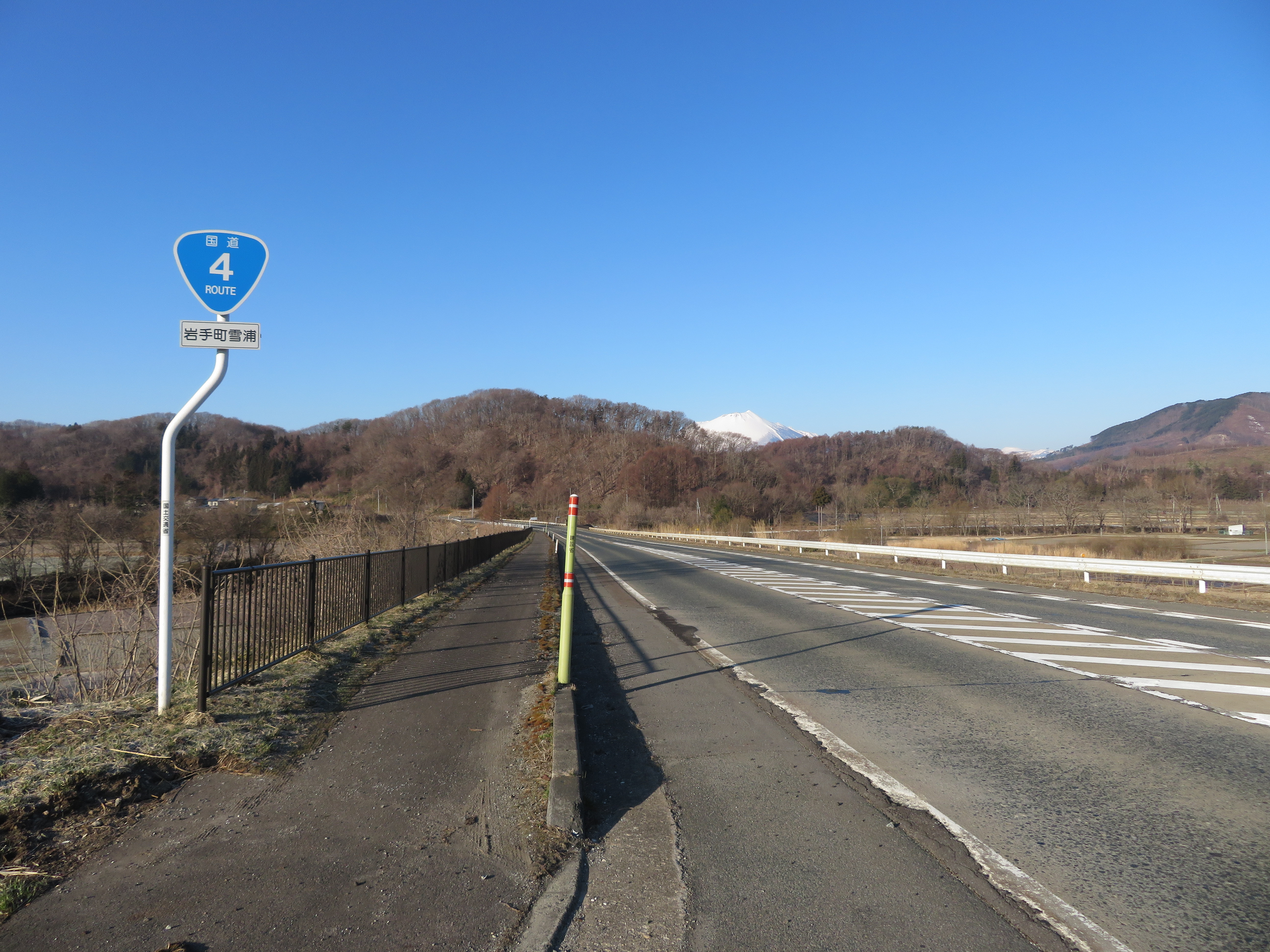
岩手県岩手郡岩手町雪浦付近

## 概要
岩手町川口地区における混雑緩和を目的に建設され、1986年9月に開通した
。IGRいわて銀河鉄道いわて銀河鉄道線をまたぐ川口跨線橋は列車の好撮影地であり、鉄道ファンが集まる場所である。
車道部分は全面コンクリート舗装、西側に3.5mの歩道がある。将来的に片側2車線化することを想定して建設されたが、現在のところは片側1車線で運用している。
かつては冬期（12月 - 3月）に限り、最高速度が50km/hに制限されていたが、現在は規制が解除され、1年を通じて法定の60km/h制限となっている。

### 路線データ
- 起点 : 岩手県岩手郡岩手町川口字草桁（盛岡市との境界付近）
- 終点 : 岩手県岩手郡岩手町川口字雪浦

旧ルートは南半分が岩手県道157号岩手川口停車場線及び岩手県道158号藪川川口線に、北半分が町道にそれぞれ格下げされている。